# Mente
En mente er et udtryk for, at en eller flere tiere ved addition  eller multiplikation i decimaltalsystemet  skal overføres fra den højre række (enernes) til den anden række fra højre (tiernes), og videre at en eller flere hundreder skal overføres fra tiernes række til hundredernes og så videre hundredenes række til tusindernes række ....
Tilsvarende gælder for andre positionelle talnotationssystemer, således f.eks. 2'ere i det binære system. 
Det latinske ord mens betyder hukommelse, og det oprindelige udtryk i ablativ (styret af præpositionen in) er: in mente (i hukommelsen), dvs. huskes til videre forarbejdning.
| Matematik | Spire Denne artikel om matematik er en spire som bør udbygges. Du er velkommen til at hjælpe Wikipedia ved at udvide den. |